# فیل الکساندر
فیل الکساندر (انگلیسی: Phil Alexander؛ زادهٔ ۴ سپتامبر ۱۹۶۲) بازیکن فوتبال اهل بریتانیا است.
از باشگاه‌هایی که در آن بازی کرده‌است می‌توان به باشگاه فوتبال کریستال پالاس، باشگاه فوتبال نوریچ سیتی، باشگاه فوتبال کینگستونیان، و باشگاه فوتبال براکنل تاون اشاره کرد.
وی همچنین در تیم ملی فوتبال زیر ۱۹ سال انگلستان بازی کرده‌است.